# Weihegebet

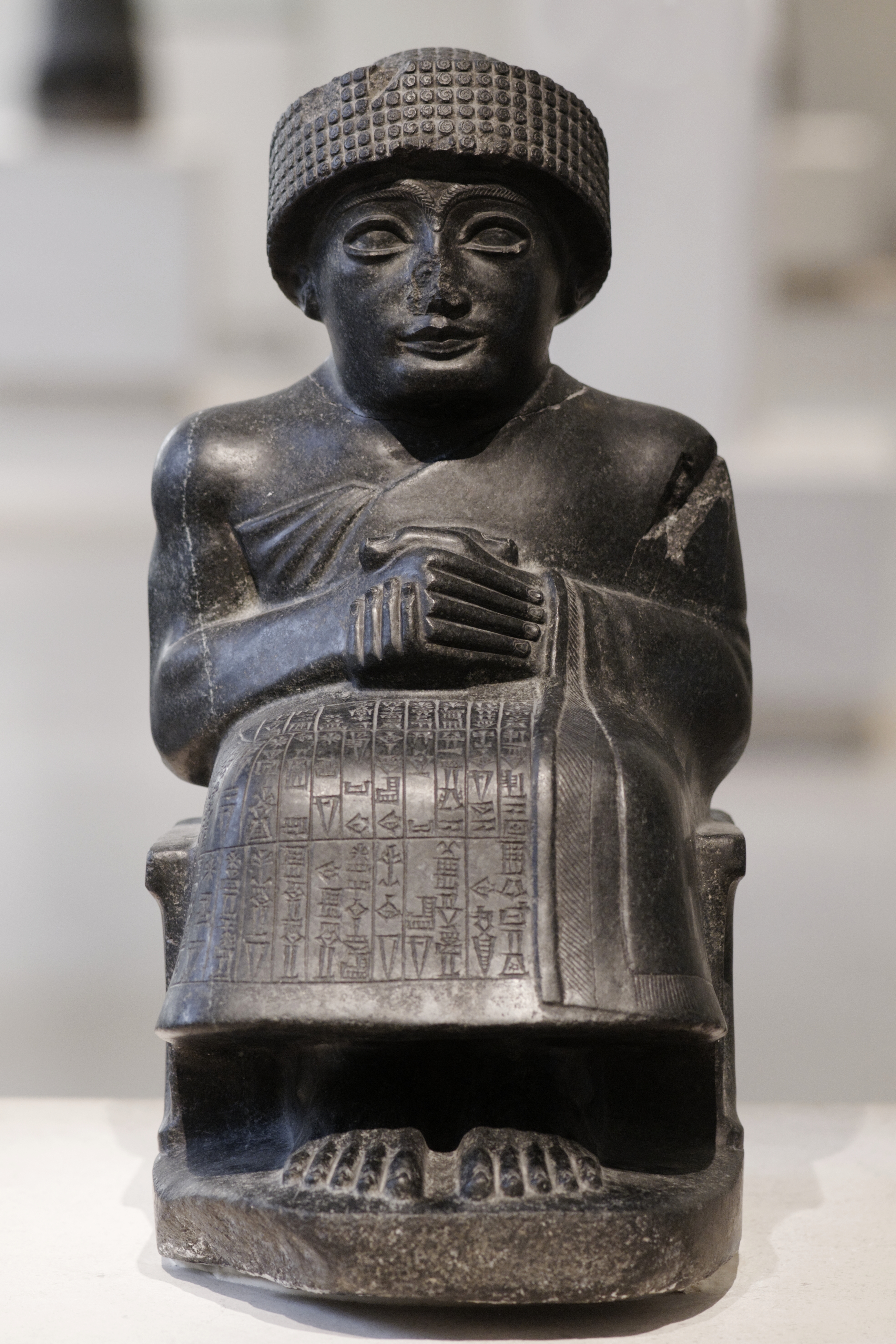
Betender sumerischer Priesterkönig (Ende 3. Jahrtausend v. Chr.)

Im Weihegebet erbittet der Spender der Weihe den Segen für eine Person oder Sache, erteilt die Vollmacht zur Ausübung eines Amtes, oder er weiht eine Person für den Dienst in der Kirche, wodurch sie zu einer gottgeweihten Person wird.

## Tempelweihegebete im Alten Orient
Aus der altorientalischen Kultur der Sumerer sind uns Tempelweihegebete überliefert. Etwa das Weihegebet eines Sumererfürsten aus Lagaš (um 2050 v. Chr.), das die mütterliche Stadtgründungsgöttin, die Magna mater, bei der Tempelweihe um Hilfe anruft.

## Tempelweihegebet des Alten Testaments
Aus dem Alten Testament ist das Tempelweihegebet Salomos (1 Kön 8,22–53 ; 2 Chr 6,12–42 ) überliefert. Dort tritt König Salomo im Zusammenhang der Einweihung des Jerusalemer Tempels mit sieben Bitten vor Gott und weiht damit das Gotteshaus. Nach dem Tempelweihegebet opfert Salomo mit dem Volk zusammen 22.000 Rinder und 120.000 Schafe. Vierzehn Tage lang wird die Tempelweihe gefeiert.

## Das Weihegebet in der Kirche

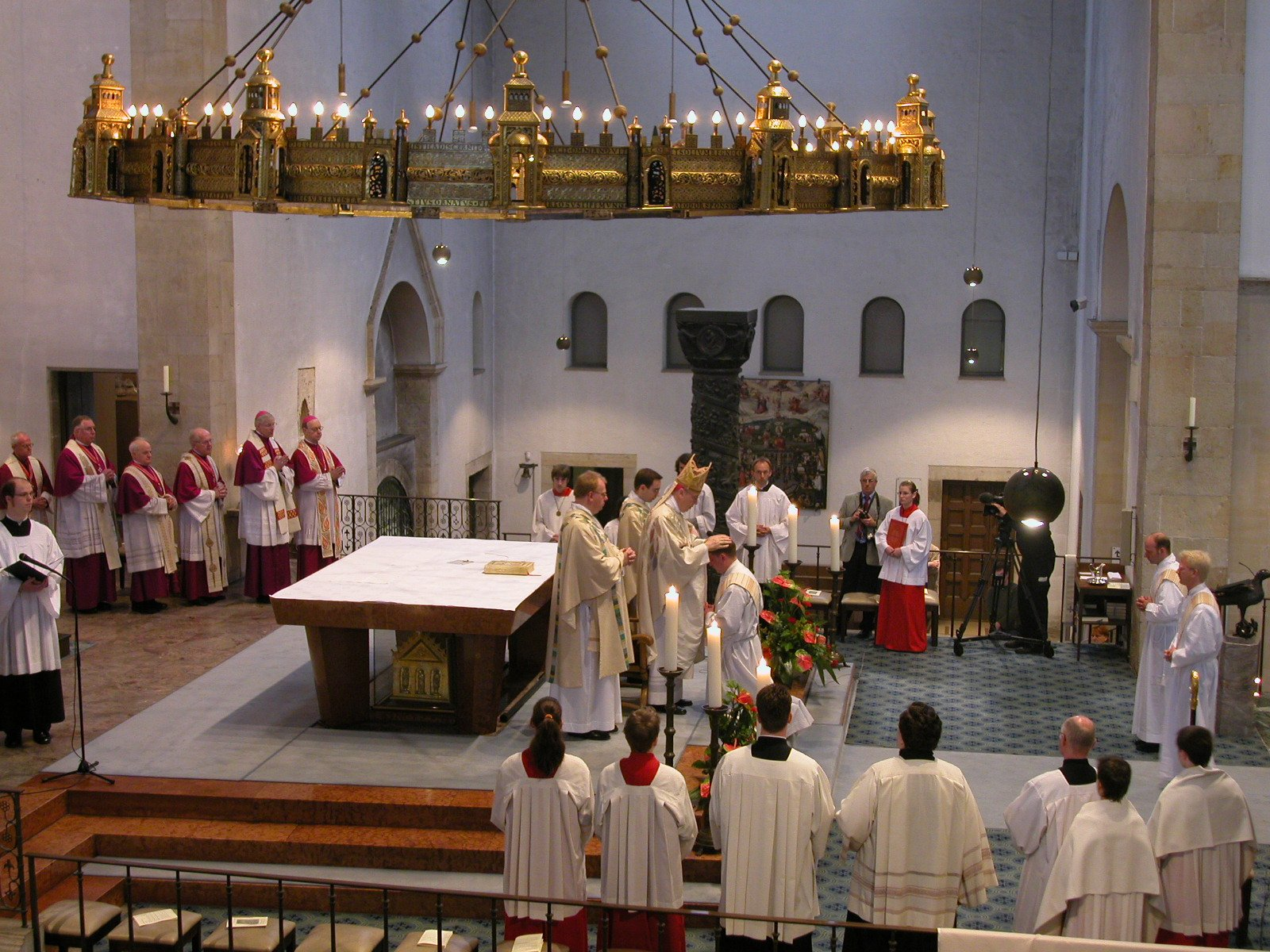
Weihegebet mit Handauflegung bei der Feier einer Priesterweihe

In den christlichen Kirchen, die sich auf die apostolische Sukzession berufen, ist das Weihegebet wesentlicher Bestandteil mancher Sakramente und Sakramentalien. Andere Sakramente wirken aus sich selbst durch das Zeichen, mit dem sie gespendet werden, etwa die Taufe oder die Eheschließung. Bei der Weihe eines Priesters oder eines Diakons wird das Sakrament durch die Handauflegung durch den Bischof gespendet. Mit dem dann folgenden Weihegebet ruft der Bischof den Segen Gottes auf den Empfänger des Sakraments herab, so etwa im römischen Pontifikale bei der Diakonenweihe: „Sende auf sie herab, o Herr, den Heiligen Geist. Seine siebenfältige Gnade möge sie stärken, ihren Dienst getreu zu erfüllen.“ Bei der Priesterweihe heißt es an der entsprechenden Stelle im Weihegebet: „Allmächtiger Vater, wir bitten dich, gib diesen deinen Dienern die Würde des Priestertums. Erneuere in ihnen den Geist der Heiligkeit. Das Amt, das sie aus deiner Hand, o Gott, empfangen, die Teilhabe am Priesterdienst, sei ihr Anteil für immer.“